# Leptospermum javanicum
Leptospermum javanicum là một loài thực vật có hoa trong Họ Đào kim nương. Loài này được Blume mô tả khoa học đầu tiên năm 1827.

## Hình ảnh

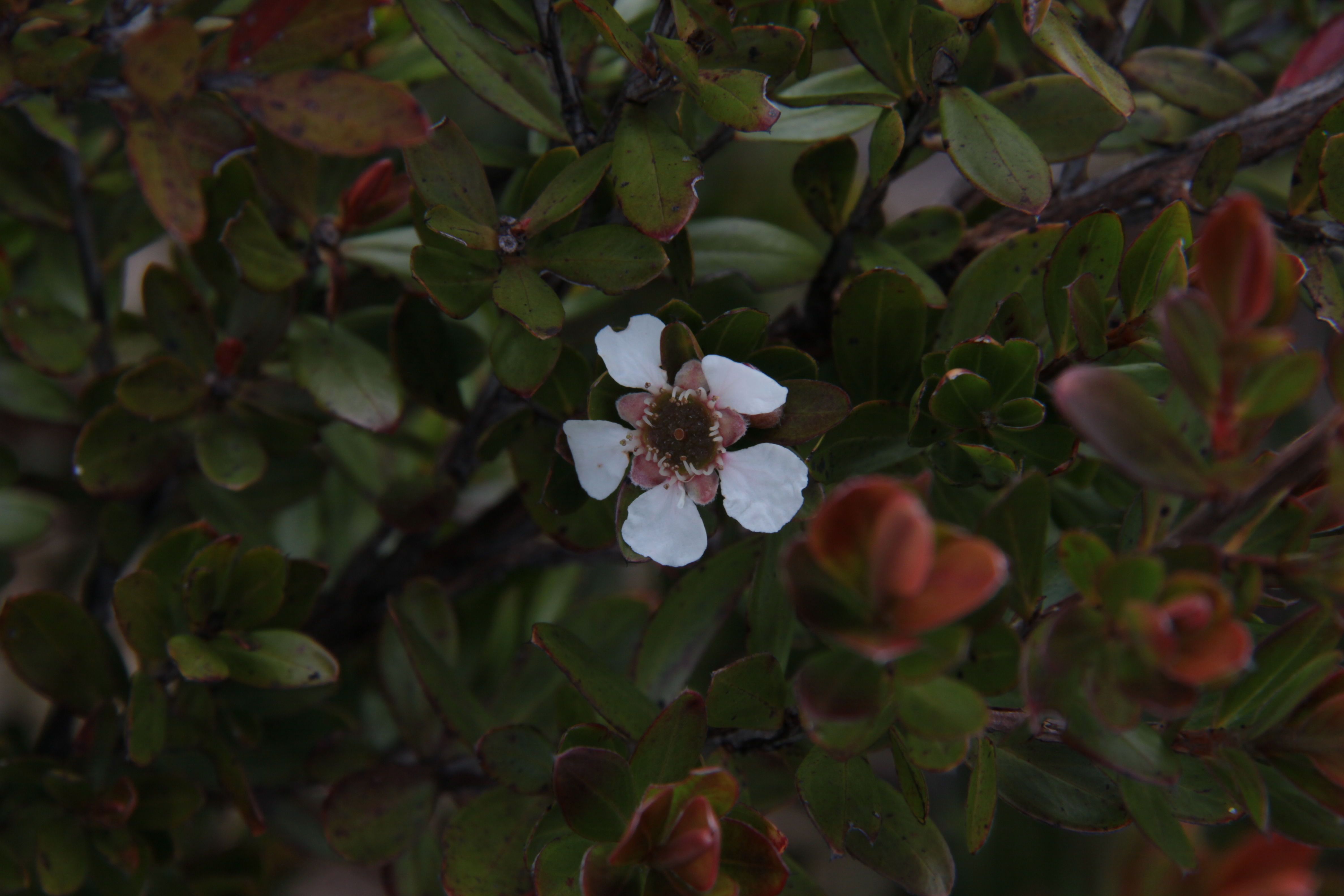